# Omloop Het Nieuwsblad 2023
Das Straßenradrennen Omloop Het Nieuwsblad 2023 war die 78. Austragung des belgischen Eintagesrennens. Das von Flanders Classics organisierte Rennen fand am 25. Februar 2023 statt und war Teil der UCI WorldTour 2023.
Der Niederländer Dylan van Baarle (Jumbo-Visma) feierte einen Solo-Sieg vor Arnaud De Lie (Lotto Dstny) und seinem Teamkollegen Christophe Laporte.

## Teilnehmende Mannschaften und Fahrer
Neben den 18 UCI WorldTeams starteten auch 7 UCI ProTeams bei dem Rennen. Für jede Mannschaft waren sieben Fahrer startberechtigt, wobei zwei Fahrer das Rennen nicht in Angriff nahmen. Von den 173 Startern erreichten 125 das Ziel.
Mit Davide Ballerini (Soudal Quick-Step), Jasper Stuyven (Trek-Segafredo), Zdeněk Štybar (Jayco AlUla), Greg Van Avermaet (AG2R Citroën Team) und Sep Vanmarcke (Israel-Premier Tech) gingen fünf ehemalige Sieger des Eintagesrennens an den Start.
In Abwesenheit von Wout van Aert (Jumbo-Visma) und Mathieu van der Poel (Alpecin-Deceuninck) startete ein großer Favoritenkreis bei der 78. Austragung. Mit Dylan van Baarle, Christophe Laporte, Tiesj Benoot (alle Jumbo-Visma), Yves Lampaert, Florian Sénéchal (beide Soudal Quick-Step), Thomas Pidcock, Ben Turner (beide Ineos Grenadiers), Stefan Küng (Groupama-FDJ), Søren Kragh Andersen (Alpecin-Deceuninck), Jasper Styuven (Trek-Segafredo), Greg Van Avermaet, Oliver Naesen, Benoît Cosnefroy (alle AG2R Citroën), Tim Wellens, Matteo Trentin (beide UAE Team Emirates), Matej Mohorič, Jonathan Milan (beide Bahrain Victorious), Victor Campenaerts (Lotto Dstny), Peter Sagan, Anthony Turgis (beide TotalEnergies), Alexander Kristoff, Rasmus Tiller (beide Uno-X), Sep Vanmarcke (Israel Premier-Tech), Mike Teunissen (Intermarché-Circus-Wanty), Nils Politt, Marco Haller (beide Bora-hansgrohe), Iván García Cortina (Movistar) und John Degenkolb (DSM) gingen eine Vielzahl an Klassiker-Spezialisten bei dem Rennen an den Start.
Hinzu kamen weitere endschelle Fahrer wie, Jasper Philipsen (Alpecin-Deceuninck), Arnaud de Lie (Lotto Dstny), Jordi Meeus (Bora-hansgrohe) und Pascal Ackermann (UAE Team Emirates).

## Streckenführung
Die Strecke führte über 207,3 km von Gent über die Flämischen Ardennen nach Ninove. Im Vergleich zum Vorjahr veränderte sich die Streckenführung nur geringfügig. Insgesamt mussten die Fahrer 12 Hellingen (kurze Anstiege in Flandern) und 9 Kopfsteinpflaster-Passagen überqueren. Die letzten beiden Kopfsteinpflasteranstiege, die Mauer von Geraardsbergen (km 191,6) und der Bosberg (km 195,5), stellten die letzten großen Hindernisse vor dem Ziel dar.
In der ersten Rennhälfte stellten der Haaghoek (km 36,2), Leeberg (km 39,2) und die Lange Munte (km 93,2) die einzigen größeren Schwierigkeiten dar. Die Strecke führte zunächst über Zottegem in die Flämischen Ardennen, ehe diese wieder verlassen und die Städte Oudenaarde und Gavere passiert wurden. Die zweite Rennhälfte fand fast ausschließlich auf den Anstiegen der Flämischen Ardennen statt und beinhaltete eine Reihe von Rundkursen. Das Herzstück dieser Schleifen war die Kombination aus Haaghoek und Leeberg, die insgesamt dreimal befahren werden musste. Nach dem Elverenberg, der nach 180,1 Kilometern überquert wurde, folgte ein rund zehn Kilometer langes Flachstück, dass die Fahrer in Richtung Osten nach Geraardsbergen führte, wo im Anschluss die beiden Schlussanstiege auf die Mauer von Geraardsbergen und den Bosberg absolviert wurden. Die letzten 11,8 Kilometer verliefen leicht abfallend und führten zum Zielort Ninove.
|                       | km    | Kopfsteinpflaster | Anstieg |
| --------------------- | ----- | ----------------- | ------- |
| Haaghoek              | 36,2  | ●                 |         |
| Leberg                | 39,2  |                   | ●       |
| Lange Munte           | 93,2  | ●                 |         |
| Katteberg             | 108,7 | ●                 | ●       |
| Holleweg              | 109,5 | ●                 |         |
| Haaghoek              | 115,2 | ●                 |         |
| Leberg                | 118,3 |                   | ●       |
| Paddestraat           | 124,4 | ●                 |         |
| Hostellerie           | 135,3 |                   | ●       |
| Valkenberg            | 143,2 |                   | ●       |
| Holleweg              | 151,1 | ●                 |         |
| Wolvenberg            | 153,7 |                   | ●       |
| Kerkgate              | 157,3 | ●                 |         |
| Jagerij               | 159,9 | ●                 |         |
| Molenberg             | 166,1 | ●                 | ●       |
| Haaghoek              | 170,6 | ●                 |         |
| Leberg                | 173,6 |                   | ●       |
| Berendries            | 177,7 |                   | ●       |
| Elverenberg-Vossenhof | 180,1 |                   | ●       |
| Muur-Kapelmuur        | 191,6 | ●                 | ●       |
| Bosberg               | 195,5 | ●                 | ●       |
| Ziel                  | 207,3 |                   |         |

## Rennverlauf und Ergebnis
Mit Luke Durbridge (Jayco AlUla) und Thomas Scully (EF Education-EasyPost) nahmen zwei Fahrer das Rennen nicht in Angriff. Unmittelbar nach dem Start setzten sich sieben Fahrer ab. In der Gruppe vertreten waren Jelle Wallays (Cofidis), Mathias Norsgaard (Movistar), Mathis Le Berre (Arkéa-Samsic), Louis Blouwe (Bingoal WB), Adam de Vos (Human Powered Health), Gilles De Wilde und Alex Colman (beide Flanders-Baloise). Sie fuhren auf den ersten Kilometern einen Vorsprung von über sechs Minuten heraus. Nach rund 80 Kilometern griff Christopher Juul-Jensen (Jayco AlUla) im Hauptfeld an und versuchte alleine zur Spitzengruppe aufzuschließen. Der Däne wurde jedoch nach zehn Kilometern wieder vom Hauptfeld gestellt.
Rund 100 Kilometer vor dem Ziel erreichten die Fahrer die Flämischen Ardennen. Der Vorsprung der Ausreißergruppe war unterdessen auf über acht Minuten angestiegen. Mit Michael Schär (AG2R Citroën) und Ben Turner (Ineos Grenadiers) hatten unterdessen bereits zwei Klassiker-Spezialisten das Rennen aufgegeben. Auf den ersten Anstiegen und Kopfsteinpflaster-Abschnitten setzten sich mit Jan Tratnik, Nathan Van Hooydonck (beide Jumbo-Visma), Fred Wright (Bahrain Victorious), Marco Haller (Bora-hansgrohe), Connor Swift (Ineos Grenadiers) und Kelland O’Brien (Jayco AlUla) sechs Fahrer vom langgezogenen Hauptfeld ab. Die Gruppe reduzierte den Rückstand zu den Spitzenreitern innerhalb von wenigen Kilometern auf unter drei Minuten.
Rund 65 Kilometer vor dem Ziel wurden die Ausreiser wieder vom verbliebenen Hauptfeld gestellt. Der Vorsprung der Spitzengruppe war unterdessen auf rund zwei Minuten gesunken. Im Wolvenberg kam es zu den nächsten Angriffen im Hauptfeld, wobei sich kein Fahrer entscheidend lösen konnte. Wenige Kilometer später stürzte Arnaud De Lie (Lotto Dstny) in einer Kurve, konnte jedoch noch vor dem Molenberg zum Peloton aufschließen. Im Anstieg, der rund 40 Kilometer vor dem Ziel befahren wurde, wurde das Tempo erneut forciert und die Spitzengruppe, die sich zu Beginn des Rennens gebildet hatte, wurde vom Hauptfeld gestellt. Über die Kuppe zog sich das Feld erneut in die Länge und mit Dylan van Baarle (Jumbo-Visma), Jonathan Milan (Bahrain Victorious), Florian Vermeersch (Lotto Dstny) und Mathis Le Berre, der bereits in der ersten Ausreißergruppe gewesen war, bildete sich eine neue Spitzengruppe. Jasper Stuyven (Trek-Segafredo) und Kevin Geniets (Groupama-FDJ) versuchten zur Spitze des Rennens aufzuschließen, wurden jedoch nach kurzer Zeit vom Hauptfeld gestellt, dass wieder deutlich angewachsen war und nun rund 30 Sekunden hinter der Spitzengruppe lag. Im anschließenden Anstieg des Berendries und Elverenberg fiel zunächst Jonathan Milan und später auch Florian Vermeersch zurück, womit nur noch zwei Fahrer an der Spitze des Rennens verblieben. In weiterer Folge weigerte sich Mathis Le Berre die Führungsarbeit zu übernehmen, wodurch Dylan van Baarle allein das Tempo hochhielt, ehe er den Franzosen am Fuße der Mauer von Geraardsbergen distanzierte.
In der Mauer von Geraardsbergen, die rund 15 Kilometer vor dem Ziel befahren wurde, griff Tim Wellens (UAE Team Emirates) im Hauptfeld an und zog das Feld in die Länge. Einzig Matej Mohorič (Bahrain Victorious), Arnaud De Lie und Christophe Laporte (Jumbo-Visma) konnten dem Tempo des Belgiers folgen und sie überquerten die Kuppe mit einem Rückstand von rund 20 Sekunden gegenüber Dylan van Baarle. Der Franzose Mathis Le Berre war unterdessen im Anstieg weiter zurückgefallen. Dylan van Baarle verteidigte seinen Vorsprung gegenüber den Verfolgern und kam nach der Überquerung des Bosberg allein im Zielort Ninove an, wo er das erste Rennen seiner Saison gewann. Mit einem Rückstand von 20 Sekunden sprintete Arnaud De Lie auf Platz zwei während Christophe Laporte den dritten Platz belegte.
| Platz | Fahrer             | Nation | Team                   | Zeit                   |
| ----- | ------------------ | ------ | ---------------------- | ---------------------- |
| 01.   | Dylan van Baarle   | NED    | Jumbo-Visma            | 4:54:49 h (42,48 km/h) |
| 02.   | Arnaud De Lie      | BEL    | Lotto Dstny            | + 0:20 min             |
| 03.   | Christophe Laporte | FRA    | Jumbo-Visma            | "                      |
| 04.   | Alexander Kristoff | NOR    | Uno-X Pro Cycling Team | "                      |
| 05.   | Thomas Pidcock     | GBR    | Ineos Grenadiers       | "                      |
| 06.   | Davide Ballerini   | ITA    | Soudal Quick-Step      | "                      |
| 07.   | Nils Politt        | GER    | Bora-hansgrohe         | "                      |
| 08.   | Andrea Pasqualon   | ITA    | Bahrain Victorious     | "                      |
| 09.   | Rui Oliveira       | POR    | UAE Team Emirates      | "                      |
| 10.   | Sep Vanmarcke      | BEL    | Israel-Premier Tech    | "                      |